# Rosettorangelav
Rosettorangelav (Caloplaca thallincola) är en lavart som först beskrevs av Wedd., och fick sitt nu gällande namn av Du Rietz. Rosettorangelav ingår i släktet orangelavar och familjen Teloschistaceae.  Arten är reproducerande i Sverige. Inga underarter finns listade i Catalogue of Life.

## Källor

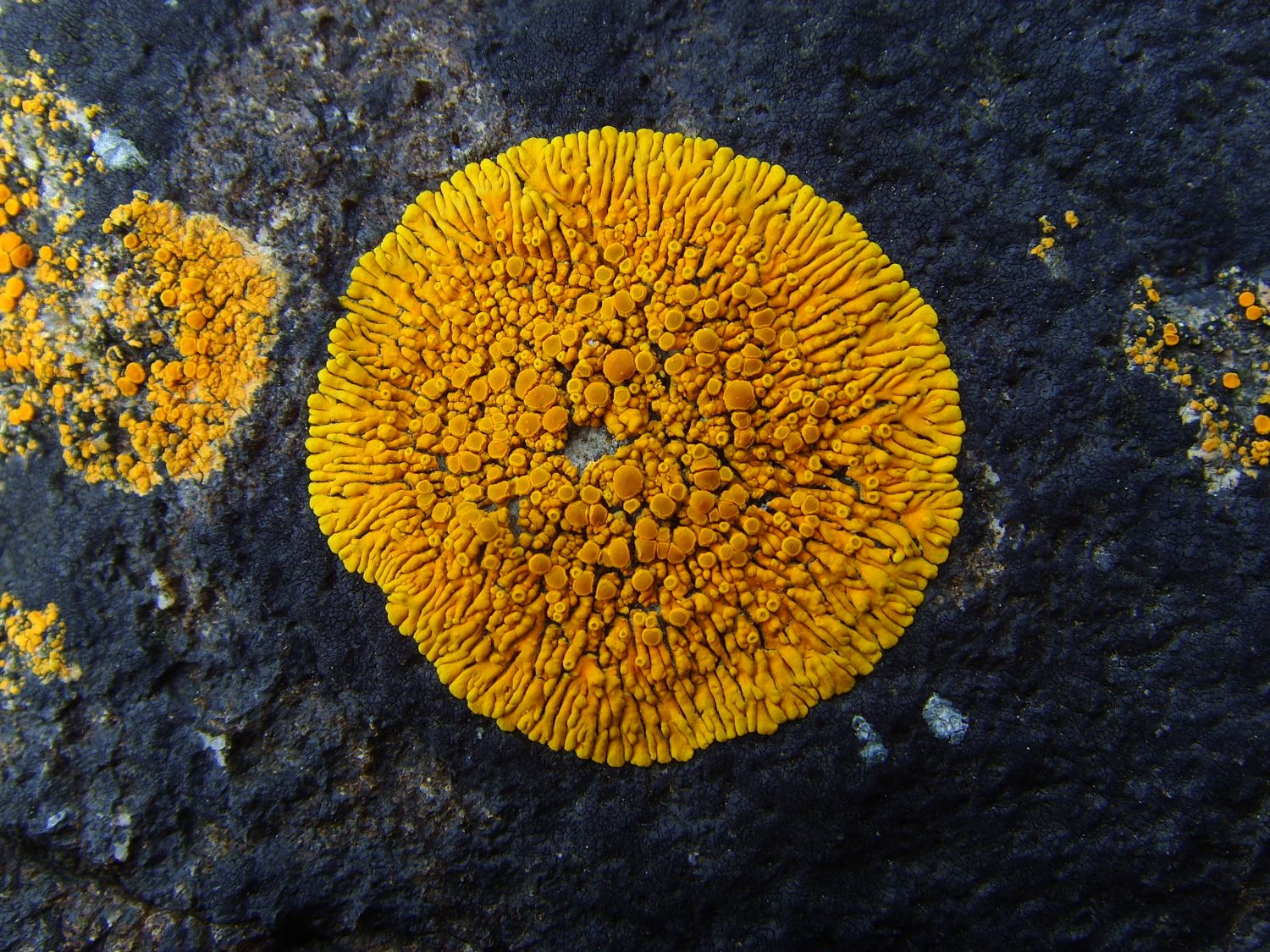
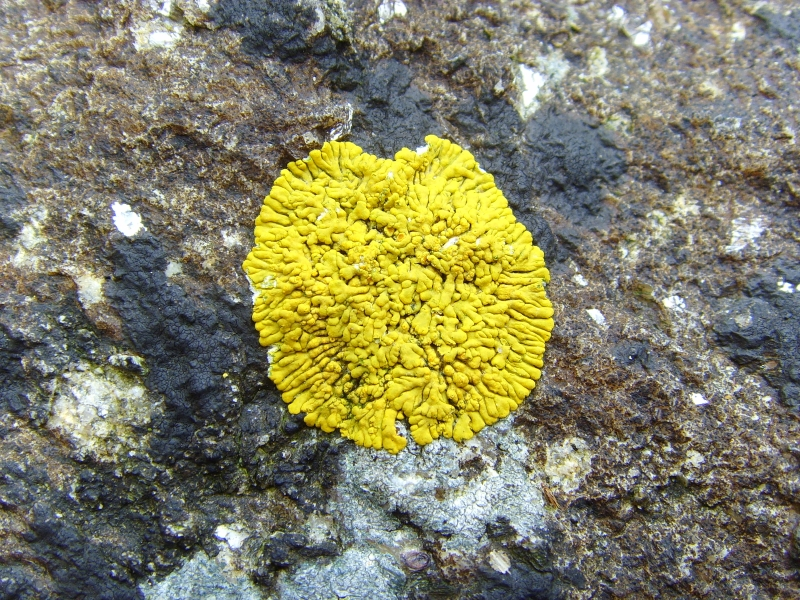